# Mount Camber
Mount Camber är ett berg i Antarktis. Det ligger i Västantarktis. Argentina, Chile och Storbritannien gör anspråk på området. Toppen på Mount Camber är 1 400 meter över havet.
Terrängen runt Mount Camber är bergig norrut, men söderut är den kuperad. Havet är nära Mount Camber åt sydost. Trakten är obefolkad. Det finns inga samhällen i närheten.